# Copa Interamericana 1981
La Copa Interamericana 1981 fue la octava edición de este torneo organizado entre Conmebol y Concacaf. Se coronó campeón el club mexicano UNAM, derrotando al uruguayo Nacional tras disputar los partidos de ida y vuelta y un desempate.

## Clubes clasificados
Se decidieron en 1980, en las dos máximas competiciones de las confederaciones de fútbol de América.
| Conmebol (Sudamérica)                       |  | Nacional   |  | Campeón de la Copa Libertadores (1980)                |
| Concacaf (Norte, Centroamérica y el Caribe) |  | Pumas UNAM |  | Campeón de la Copa de Campeones de la Concacaf (1980) |

## Resultados

### Partido de ida
| 25 de marzo de 1981 | Pumas UNAM                          | 3:1 (1:0) | Nacional         | Estadio Olímpico Universitario, Ciudad de México                 |                                                                  |
|                     | H. Sánchez 5' 85' · R. Ferretti 60' |           | V. Espárrago 57' | Asistencia: 30 000 espectadores Árbitro(s): Rómulo Méndez Molina | Asistencia: 30 000 espectadores Árbitro(s): Rómulo Méndez Molina |

|    | POR | Jorge Espinoza      |  |
|    | DEF | Rafael Amador       |  |
|    | DEF | Jorge Paolino       |  |
|    | DEF | Gustavo Vargas      |  |
|    | DEF | Pablo Luna          |  |
|    | MED | Pareja López        |  |
|    | MED | Enrique López Zarza |  |
|    | MED | Manuel Manzo        |  |
|    | DEL | Ricardo Ferretti    |  |
|    | DEL | Hugo Sánchez        |  |
|    | DEL | Manuel Negrete      |  |
| DT | DT  | Bora Milutinović    |  |

|    | POR | Rodolfo Rodríguez   |     |
|    | DEF | José Hermes Moreira |     |
|    | DEF | Daniel Enríquez     |     |
|    | DEF | Juan Carlos Blanco  |     |
|    | DEF | Washington González |     |
|    | MED | Denis Milar         | 71' |
|    | MED | Víctor Espárrago    |     |
|    | MED | Arsenio Luzardo     | 71' |
|    | DEL | Dardo Pérez         |     |
|    | DEL | Waldemar Victorino  |     |
|    | DEL | Julio César Morales |     |
| DT | DT  | Juan Martín Mujica  |     |

|  | MED | Víctor Cabrera       | 71' |
|  | MED | José Rosauro Cabrera | 71' |

|  | 5'  | Hugo Sánchez     |
|  | 60' | Ricardo Ferretti |
|  | 85' | Hugo Sánchez     |

|  | 57' | Víctor Espárrago |

| Expulsado | 87' | Washington González |

|    | POR | Jorge Espinoza      |  |
|    | DEF | Rafael Amador       |  |
|    | DEF | Jorge Paolino       |  |
|    | DEF | Gustavo Vargas      |  |
|    | DEF | Pablo Luna          |  |
|    | MED | Pareja López        |  |
|    | MED | Enrique López Zarza |  |
|    | MED | Manuel Manzo        |  |
|    | DEL | Ricardo Ferretti    |  |
|    | DEL | Hugo Sánchez        |  |
|    | DEL | Manuel Negrete      |  |
| DT | DT  | Bora Milutinović    |  |

|    | POR | Rodolfo Rodríguez   |     |
|    | DEF | José Hermes Moreira |     |
|    | DEF | Daniel Enríquez     |     |
|    | DEF | Juan Carlos Blanco  |     |
|    | DEF | Washington González |     |
|    | MED | Denis Milar         | 71' |
|    | MED | Víctor Espárrago    |     |
|    | MED | Arsenio Luzardo     | 71' |
|    | DEL | Dardo Pérez         |     |
|    | DEL | Waldemar Victorino  |     |
|    | DEL | Julio César Morales |     |
| DT | DT  | Juan Martín Mujica  |     |

|  | MED | Víctor Cabrera       | 71' |
|  | MED | José Rosauro Cabrera | 71' |

|  | 5'  | Hugo Sánchez     |
|  | 60' | Ricardo Ferretti |
|  | 85' | Hugo Sánchez     |

|  | 57' | Víctor Espárrago |

| Expulsado | 87' | Washington González |

### Partido de vuelta
| 8 de abril de 1981 | Nacional                            | 3:1 (0:0) | Pumas UNAM    | Estadio Centenario, Montevideo                                  |                                                                 |
|                    | W. Cabrera 70' 81' · J. Cabrera 77' |           | G. Vargas 87' | Asistencia: 40 000 espectadores Árbitro(s): José Roberto Wright | Asistencia: 40 000 espectadores Árbitro(s): José Roberto Wright |

|    | POR | Rodolfo Rodríguez   |     |
|    | DEF | Juan Carlos Blanco  |     |
|    | DEF | José Hermes Moreira |     |
|    | DEF | Daniel Enríquez     |     |
|    | DEF | Héctor Molina       |     |
|    | MED | Denis Milar         |     |
|    | MED | Víctor Espárrago    |     |
|    | MED | Arsenio Luzardo     | 55' |
|    | DEL | Dardo Pérez         | 55' |
|    | DEL | Rogelio Ramírez     |     |
|    | DEL | Julio César Morales |     |
| DT | DT  | Juan Martín Mujica  |     |

|    | POR | Jorge Espinoza      |     |
|    | DEF | Rafael Amador       |     |
|    | DEF | Jorge Paolino       |     |
|    | DEF | Gustavo Vargas      |     |
|    | DEF | Pablo Luna          |     |
|    | MED | Enrique López Zarza | 87' |
|    | MED | Pareja López        |     |
|    | MED | Manuel Negrete      |     |
|    | DEL | Ricardo Ferretti    |     |
|    | DEL | Manuel Manzo        |     |
|    | DEL | Hugo Sánchez        |     |
| DT | DT  | Bora Milutinović    |     |

|  | MED | José Rosauro Cabrera | 55' |
|  | DEL | Wilmar Cabrera       | 55' |

|  | MED | Mauricio Peña | 87' |

|  | 70' | Wilmar Cabrera       |
|  | 77' | José Rosauro Cabrera |
|  | 81' | Wilmar Cabrera       |

|  | 87' | Gustavo Vargas |

|    | POR | Rodolfo Rodríguez   |     |
|    | DEF | Juan Carlos Blanco  |     |
|    | DEF | José Hermes Moreira |     |
|    | DEF | Daniel Enríquez     |     |
|    | DEF | Héctor Molina       |     |
|    | MED | Denis Milar         |     |
|    | MED | Víctor Espárrago    |     |
|    | MED | Arsenio Luzardo     | 55' |
|    | DEL | Dardo Pérez         | 55' |
|    | DEL | Rogelio Ramírez     |     |
|    | DEL | Julio César Morales |     |
| DT | DT  | Juan Martín Mujica  |     |

|    | POR | Jorge Espinoza      |     |
|    | DEF | Rafael Amador       |     |
|    | DEF | Jorge Paolino       |     |
|    | DEF | Gustavo Vargas      |     |
|    | DEF | Pablo Luna          |     |
|    | MED | Enrique López Zarza | 87' |
|    | MED | Pareja López        |     |
|    | MED | Manuel Negrete      |     |
|    | DEL | Ricardo Ferretti    |     |
|    | DEL | Manuel Manzo        |     |
|    | DEL | Hugo Sánchez        |     |
| DT | DT  | Bora Milutinović    |     |

|  | MED | José Rosauro Cabrera | 55' |
|  | DEL | Wilmar Cabrera       | 55' |

|  | MED | Mauricio Peña | 87' |

|  | 70' | Wilmar Cabrera       |
|  | 77' | José Rosauro Cabrera |
|  | 81' | Wilmar Cabrera       |

|  | 87' | Gustavo Vargas |

### Partido de desempate
| 13 de mayo de 1981 | Pumas UNAM                      | 2:1 (0:0) | Nacional       | Los Angeles Memorial Coliseum, Los Angeles                      |                                                                 |
|                    | R. Ferretti 69' · G. Vargas 89' |           | J. Cabrera 62' | Asistencia: 15 000 espectadores Árbitro(s): José Roberto Wright | Asistencia: 15 000 espectadores Árbitro(s): José Roberto Wright |

|    | POR | Jorge Espinoza      |  |
|    | DEF | Rafael Amador       |  |
|    | DEF | Gustavo Vargas      |  |
|    | DEF | Jorge Paolino       |  |
|    | DEF | Pablo Luna          |  |
|    | MED | Enrique López Zarza |  |
|    | MED | Pareja López        |  |
|    | MED | Manuel Manzo        |  |
|    | DEL | Manuel Negrete      |  |
|    | DEL | Hugo Sánchez        |  |
|    | DEL | Ricardo Ferretti    |  |
| DT | DT  | Bora Milutinović    |  |

|    | POR | Rodolfo Rodríguez          |     |
|    | DEF | José Hermes Moreira        |     |
|    | DEF | Oscar Osvaldo Aguirregaray |     |
|    | DEF | Juan Carlos Blanco         |     |
|    | DEF | Wilmar Cabrera             |     |
|    | MED | Víctor Espárrago           |     |
|    | MED | Arsenio Luzardo            | 84' |
|    | MED | José Rosauro Cabrera       |     |
|    | DEL | Alberto Bica               |     |
|    | DEL | Eduardo de la Peña         |     |
|    | DEL | Julio César Morales        |     |
| DT | DT  | Juan Martín Mujica         |     |

|  | MED | Denis Milar | 84' |

|  | 69' | Ricardo Ferretti |
|  | 89' | Gustavo Vargas   |

|  | 62' | José Rosauro Cabrera |

|    | POR | Jorge Espinoza      |  |
|    | DEF | Rafael Amador       |  |
|    | DEF | Gustavo Vargas      |  |
|    | DEF | Jorge Paolino       |  |
|    | DEF | Pablo Luna          |  |
|    | MED | Enrique López Zarza |  |
|    | MED | Pareja López        |  |
|    | MED | Manuel Manzo        |  |
|    | DEL | Manuel Negrete      |  |
|    | DEL | Hugo Sánchez        |  |
|    | DEL | Ricardo Ferretti    |  |
| DT | DT  | Bora Milutinović    |  |

|    | POR | Rodolfo Rodríguez          |     |
|    | DEF | José Hermes Moreira        |     |
|    | DEF | Oscar Osvaldo Aguirregaray |     |
|    | DEF | Juan Carlos Blanco         |     |
|    | DEF | Wilmar Cabrera             |     |
|    | MED | Víctor Espárrago           |     |
|    | MED | Arsenio Luzardo            | 84' |
|    | MED | José Rosauro Cabrera       |     |
|    | DEL | Alberto Bica               |     |
|    | DEL | Eduardo de la Peña         |     |
|    | DEL | Julio César Morales        |     |
| DT | DT  | Juan Martín Mujica         |     |

|  | MED | Denis Milar | 84' |

|  | 69' | Ricardo Ferretti |
|  | 89' | Gustavo Vargas   |

|  | 62' | José Rosauro Cabrera |

|                                |
| Bandera de México              |
| Campeón Pumas UNAM 1.er título |